# Justiniana Prima
Justiniana Prima (latim: Iustiniana Prima) foi uma cidade bizantina que existiu de 535 a 615, e atualmente um sítio arqueológico, conhecido como ou Caričin Grad (sérvio: Царичин Град), perto do Lebane moderno na região de Leskovac, sul da Sérvia. Foi fundada pelo Imperador Justiniano I (527-565) e serviu como Sé Metropolitana do então recém-fundado Arcebispado de Justiniana Prima, que se tornou o principal órgão administrativo da Igreja dos Balcãs centrais e ocidentais com jurisdição de Praevalitana a Dacia Ripensis. Justiniana Prima foi originalmente projetada para se tornar a capital da prefeitura de Ilírico, mas por razões provavelmente relacionadas com seu status próximo às fronteiras romanas do século VI d.C., Tessalônica foi a cidade preferida. Foi abandonada menos de 100 anos após a sua fundação.
Em 1979, o sítio arqueológico de Justiniana Prima (Caričin Grad) foi adicionado à lista de Sítios Arqueológicos de Excepcional Importância sob status de proteção oficial pela República da Sérvia.